# 成世正
成 世正（ソン・セチョン、朝鮮語: 성세정、1967年 11月1日 〜 ）は、大韓民国の韓国放送公社(KBS)所属のアナウンサー。

## 学歴
- 慶文高等学校（朝鮮語版） 卒業
- ソウル大学校 政治学科 学士

## 経歴
- 1993年：KBS アナウンサー19期公採。